# Rampage (Rapper)
Rampage (* 1. August 1974 in Brooklyn/New York; richtiger Name Roger McNair), auch bekannt als "The Last Boy Scout", ist ein US-amerikanischer Rapper, Produzent und Mitglied des Flipmode Squad.

## Karriere
1992 schloss er seinen ersten Plattenvertrag mit Dallas Austin bei Rowdy / Arista Records und brachte seine Debüt-Single „Beware of the Rampsack“ heraus. 1994 nahm er den Titel „Flava in Ya Ear (Remix)“ zusammen mit Craig Mack, Notorious B.I.G., LL Cool J und Busta Rhymes auf. 1996 nahm er zusammen mit Busta Rhymes den Millionenseller „Woo-Hah!!“ von dessen Album The Coming auf.
1997 bekam Rampage seinen zweiten Plattenvertrag bei Elektra Records und veröffentlichte sein Album „Scouts Honor… By Way of Blood“. 1998 kam das Flipmode-Squad-Album „The Imperial Album“ heraus. Seitdem war er an mehreren Projekten seines Cousins Busta Rhymes beteiligt.
Danach ließ er sich in Philadelphia nieder und brachte bei seinem eigenen Label Deep Freeze Entertainment (D.F.E.) am 14. April 2006 das Mixtape „Demagraffix“ heraus. Am 7. Juli 2006 erschien sein Solo-Album „Have You Seen?“.

## Diskografie

### Alben
- 1997 "Scouts Honor… By Way of Blood" – Elektra Records
- 2006 "Demagraffix" (Mixtape) – Deep Freeze Entertainment
- 2006 "Have You Seen?" - Sure Shot Records

### Singles
- 1994 "Beware of the Rampsack" - Rowdy / Arista Records
- 1996 "Wild for da Nite" - Elektra Records
- 1997 "Take It to the Streets b/w Wild for da Night" - Elektra Records
- 1997 "Take It to the Streets b/w Flipmode Enemy #1" - Elektra Records
- 1997 "We Getz Down b/w Get the Money and Dip" - Elektra Records

### Gastauftritte
- 1995 Craig Mack - "Flava in Ya Ear (Remix)" feat. Busta Rhymes, LL Cool J, Notorious B.I.G. & Rampage - Bad Boy Entertainment
- 1995 "Live in 1995 Freestyle Session" feat. Busta Rhymes, Fat Joe, Guru, Ill Al Skratch, Keith Murray, Q-Tip, Rampage, Unique Mop, Wu-Tang Clan

### Produziert/Remixes
- 1995 Too Short - "Paystyle (Boy Scout Remix)" - DJ Boy Wonder & Rampage - Jive Records
- 1995 "Beware of the Rampsack" - V.A. - Straight from the Street Vol. 1 - Arista Records
- 1997 Tracey Lee - "It's Party Time (Rampage Remix)" - Universal Records